# Venstertijden
Venstertijden zijn door de gemeente bepaalde tijdstippen waarop een centrum wel toegankelijk is voor het gemotoriseerde verkeer.
Er zijn twee soorten venstertijden:
- Venstertijden voor al het motorverkeer.[1]
- Venstertijden voor alleen bestemmingsverkeer met een ontheffing.[1] Dit zijn met name vrachtwagens die winkels in een autoluw centrum mogen bevoorraden.[2]

## Concept
Venstertijden worden ingevoerd door gemeentes om het winkelklimaat te verbeteren (minder overlast voor het winkelend publiek), het verbeteren van de verkeersveiligheid en het verminderen van verkeersoverlast (geblokkeerde straten, betere doorstroming openbaar vervoer). Soms wordt ook het milieu aangegeven als reden, maar het effect daarop zou twijfelachtig zijn door toegenomen verkeersbewegingen. Vaak gaat het om de periode tussen 7.00 tot 11.00 uur.
Binnen de logistiek zijn venstertijden omstreden. Venstertijden zouden leiden tot inefficiënt gebruik van transportmiddelen, zwaardere verkeersdruk, filevorming en extra vervuiling.

## Nederland
In Nederland hadden in 2004 ongeveer 200 van de circa 500 gemeenten venstertijden ingesteld. Venstertijden waren toen nog een relatief nieuw fenomeen en elke gemeente had eigen regels; dit maakte het voor vervoerders en detailhandelaars ingewikkeld om hun goederen te laden en lossen. Daarop stelde minister Karla Peijs van Verkeer en Waterstaat de nieuwe commissie Stedelijke Distributie in om de regels omtrent venstertijden op regionaal niveau te harmoniseren. Tussen 2007 en 2011 was Eric Janse de Jonge voorzitter van deze commissie en later ambassadeur stedelijke distributie om deze harmonisatie over venstertijden en voertuigeisen alsmede de samenwerking tussen betrokken partijen in goede banen te leiden.